# Kailo (territoire)
Cet article concerne le territoire de la République démocratique du Congo. Pour le village du Sénégal, voir Kailo.
Le territoire de Kailo est une entité administrative déconcentrée de la province du Maniema.

## Collectivités
Il compte quatre collectivités :
la collectivité-secteur des wasongola chef-lieu Lukungu,
collectivité-secteur d'Ambwe chef-lieu Ambwe, la collectivité-secteur des Balanga chef-lieu Kimia kimia et
collectivité-chefferie de Bangengele chef-lieu Katako en république démocratique du Congo.

## Subdivisions
Kailo est un des sept territoires qui composent la province de Maniema. Il est constitué d'une commune, une chefferie et trois secteurs :
| Subdivision | Statut    |
| ----------- | --------- |
| Kailo       | Commune   |
| Bangengele  | Chefferie |
| Ambwe       | Secteur   |
| Balanga     | Secteur   |
| Wasongola   | Secteur   |